# Шалон (ткань)
Шало́н — лёгкая однотонная двусторонняя, без изнанки шерстяная ткань саржевого переплетения. Имел тканый орнамент в виде диагональных полос на обеих сторонах. Ткань названа по месту первоначального производства Шалон-сюр-Марн во Франции.
Шалон представляет собой разновидность лёгкого сукна, уступающего ему в носкости. Из шалона шили преимущественно летнюю мужскую одежду. Модники носили костюмы из шалона ярких тонов, а тёмный шалон предпочитало духовенство. В зелёном шалоновом сюртуке встречал Чичикова Манилов в «Мёртвых душах» Н. В. Гоголя. В «Обмане» Н. С. Лескова упоминаются шалоновые мантоны. У М. Е. Салтыкова-Щедрина в «Господах Головлёвых» обнаруживается шалоновая ряска. Шалон вышел из моды и перестал производиться во второй половине XIX века.